# Кабожское сельское поселение (Хвойнинский район)
Кабожское сельское поселение — упразднённое муниципальное образование в Хвойнинском муниципальном районе Новгородской области России.
Административный центр — посёлок при станции Кабожа, находится к юго-востоку от Хвойной.
В марте 2020 года упразднено в связи с преобразованием муниципального района в муниципальный округ. Оно соответствует административно-территориальной единице Кабожское поселение Хвойнинского района.

## География
Территория поселения, площадью 321 км² (10,1 % от площади района), расположена на северо-востоке Новгородской области, на юго-востоке района у административной границы с Вологодской областью; граничит:
- на севере с территорией Белокрестского сельского поселения Чагодощенского района Вологодской области;
- на северо-востоке — с территорией Избоищского сельского поселения Чагодощенского района Вологодской области;
- на востоке — с территорией Лукинского сельского поселения Чагодощенского района Вологодской области;
- на юго-востоке — с территорией Звягинского сельского поселения Хвойнинского района Новгородской области;
- на юге — с территорией Калининского сельского поселения Мошенского района Новгородской области;
- на юго-западе — с территорией Дворищенского сельского поселения Хвойнинского района Новгородской области;
- на северо-западе — с территорией Минецкого сельского поселения Хвойнинского района Новгородской области.

По территории протекают реки Кобожа и Левочка.

## История
Кабожское сельское поселение было образовано законом Новгородской области от 17 января 2005 года № 396-ОЗ, Кабожское поселение — законом Новгородской области от 11 ноября 2005 года № 559-ОЗ.

## Население
| 2010 | 2012  | 2013  | 2014  | 2015  | 2016  | 2017  |
| ---- | ----- | ----- | ----- | ----- | ----- | ----- |
| 1846 | ↘1803 | →1803 | ↗1836 | ↘1833 | ↘1821 | ↘1760 |

По данным генетиков в популяции «Кабожа» преобладает Y-хромосомная гаплогруппа R1a-M198 — 40 %, далее идут гаплогруппы R1b-M269 — 13,3 %, R1a-M458 — 11,1 %, E1b1b1a1-M78 — 8,9 %, N1a1a1a1a2-Z1936 — 6,7 % и I1-M253 — 6,7 %.

## Населённые пункты
В состав поселения входит 21 населённый пункт (с 2005 до 2020 гг. — 23 населённых пункта).
| №         | Населённый пункт | Тип населённого пункта  | Население |
| --------- | ---------------- | ----------------------- | --------- |
| 1         | Бережок          | деревня                 | ↘3        |
| 2         | Горны            | деревня                 | ↘12       |
| 3         | Горны            | железнодорожная станция | →0        |
| 4         | Емельяновское    | деревня                 | ↘52       |
| 5         | Кабожа           | железнодорожная станция | ↘1063     |
| 6         | Крестцы          | деревня                 | ↘2        |
| 7         | Кривошеино       | деревня                 | ↗7        |
| 8         | Левоча           | село                    | ↘256      |
| 9         | Носково          | деревня                 | ↗11       |
| 10        | Отрада           | деревня                 | ↘7        |
| 11        | Перфильево       | деревня                 | ↗39       |
| 12        | Попцово          | деревня                 | ↘19       |
| 13        | Савкино          | деревня                 | ↘3        |
| 14        | Сёхино           | деревня                 | →1        |
| 15        | Стремково        | деревня                 | ↘22       |
| 16        | Сухолжино        | деревня                 | ↘35       |
| 17        | Тимошкино        | деревня                 | ↗17       |
| 18        | Полобжа          | деревня                 | →0        |
| 19        | Теребут          | деревня                 | ↗4        |
| 20        | Федеево          | деревня                 | →0        |
| 21        | Шестерня         | деревня                 | ↘4        |
| 21.000001 | Горка            | деревня                 | ↘163      |
| 21.000002 | Демидово         | деревня                 | →0        |
| 21.000003 | Кашино           | деревня                 | ↗48       |
| 21.000004 | Комарово         | деревня                 | ↗22       |
| 21.000005 | Макарьино        | деревня                 | →8        |
| 21.000006 | Раменье          | деревня                 | ↘56       |

Постановлениями правительства Новгородской области от 29 января и от 28 февраля 2020 года, деревни Горка, Демидово, Кашино, Комарово, Макарьино, Раменье были исключены из Кабожского поселения и переданы в Юбилейнинское, а деревни  Полобжа, Теребут, Федеево, Шестерня, Ямское были исключены из Дворищинского поселения и переданы в Кабожское.

## Транспорт
По территории поселения проходят пути Октябрьской железной дороги линии Санкт-Петербург — Мга — Кириши — Неболчи — Хвойная — Кабожа — Пестово — Сонково — Москва (Москва Савел.), а также здесь начинается ветка Кабожа — Чагода — Подборовье.